# Relationer mellan Finland och Ukraina
Relationerna mellan Finland och Ukraina i sin nuvarande form började strax efter Ukrainas självständighet 24 augusti 1991. Finland erkände Ukraina 30 december 1991, och diplomatiska relationer inleddes 26 februari 1992. De första diplomatiska relationerna slöts dock 1918, efter att Ukraina för första gången förklarat sig självständigt. Då var Herman Gummerus chargé d’affaires i Kiev under sex månader, och Ukraina var representerad i Helsingfors. I nuläget är relationerna goda.